# Бар-Илан, Меир
Ме́ир Бар-Ила́н (наст. фамилия — Бе́рлин, 10 апреля 1880, Воложин, Минская губерния, Российская империя — 17 апреля 1949, Иерусалим, Израиль) — раввин, один из лидеров религиозного сионизма, сын рабби Нафтали Цви Иехуды Берлина.

## Биография
Младший сын главы воложинской иешивы. Учился в иешивах в городах Воложине, Тельшяе, Брест-Литовске и Новогрудке. Представлял движение «Мизрахи» на 7-м Сионистском конгрессе в 1905 году. Был ярым противником плана Уганды. В 1915—1926 годах проживал в США и преподавал в Иешива-юниверсити. В 1926 году Бар-Илан поселился в Иерусалиме, где стал председателем Всемирного центра Мизрахи. В 1938—1949 годах Бар-Илан был главным редактором ежедневной газеты «Мизрахи» «Ха-Цофе». Бар-Илан — организатор и инициатор начатого в 1947 году издания «Талмудической энциклопедии». После образования Государства Израиль Бар-Илан организовал учёный комитет по изучению юридических вопросов нового государства с точки зрения еврейского права. Бар-Илан был организатором «Национального религиозного фронта», группировки религиозных партий, выступивших с единой платформой во время первых выборов в Кнессет.

## Увековечение памяти
В честь Бар-Илана назван Университет Бар-Илана, основанный религиозным движением «Мизрахи». Одна из крупнейших общеобразовательных иешив движения «Бней Акива», «Нетив Меир», названа в честь Бар-Илана. Кроме этого во многих городах Израиля имеется улица Бар-Илан.